# Rajka ozdobná
Rajka ozdobná (Paradisaea decora) je pták z čeledi rajkovitých. V roce 1882 jej objevil skotský sběratel Andrew Goldie, podle kterého je rajka pojmenována v angličtině (Goldie's bird-of-paradise = „Goldieho rajka“).

## Popis
Rajka ozdobná měří na délku přibližně 33 cm v případě samců, samice jsou o něco menší. Výrazný pohlavní dimorfismus se objevuje ve zbarvení. Samci mají hlavu a svrchní partie zbarveny v odstínech tmavé oranžovožluté, hrdlo a brada jsou tmavozelené, hruď fialová a na bocích vynikají dva červené chocholy. Samice naproti tomu mají svrchní části těla v odstínech hnědoolivové, s nažloutlou korunou. Spodek těla je skořicový, se vzorováním.

## Potrava
Potrava rajky ozdobné se skládá převážně z ovoce, ale tvoří ji i hmyz. Ptáci nepohrdnou ani květy a nektarem rostlin.[zdroj?]

## Výskyt
Rajka ozdobná se vyskytuje pouze na Papui Nové Guineji, konkrétně v horských lesích ostrova Fergusson a na ostrově Normanby.